# Shōhei Tochimoto
Shōhei Tochimoto(japanska: 栃本 翔平), född 21 december 1989 i Sapporo på ön Hokkaido, är en japansk backhoppare. Han representerar Yukijirushi Nyūgyō (雪印乳業株式会社, engelska: Snow Brand Milk Products Co., Ltd.).

## Karriär
Shōhei Tochimoto debuterade internationell i en FIS-tävling på hemmaplan i Zao 10 mars 2004. Han blev nummer 29 i tävlingen som vanns av landsmannen Takanobu Okabe. Hans första tävling i världscupen var i Ōkurayama-backen i Sapporo 21 januari 2006. Han slutade som nummer 35. 27 november 2009 blev Tochimoto nummer 6 i deltävlingen i världscupen som hölls i Kuusamo i Finland. Det är hans hittills bästa resultat i en världscuptävling. Han har tävlat fyra säsonger hittills i världscupen. Säsongen 2010/2011 är hans bästa. Då blev han nummer 28 sammanlagt. I tysk-österrikiska backhopparveckan är säsongen 2007/2008 den hittills bästa. Han blev nummer 27 totalt.
Tochimoto tävlade i fyra junior-VM. I Rovaniemi i Finland 2005 blev han nummer 32 individuellt och nummer 8 i lagtävlingen. Bättre gick det i Kranj i Slovakien 2006 där han blev nummer 5 individuellt och vann en bronsmedalj i lagtävlingen. I Tarvisio i Italien 2007 vann han två silvermedaljer. Han vann även en individuell silvermedalj i junior-VM 2008 i Zakopane i Polen.
Shōhei Tochimoto startade i sitt första Skid-VM på hemmaplan i Sapporo 2007. Han tävlade i stora backen och blev nummer 16 individuellt. I lagtävlingen vann han en bronsmedalj tillsammans med lagkamraterna Takanobu Okabe, Daiki Itō och Noriaki Kasai. Under skid-VM 2009 i Liberec i Tjeckien vann han en ny bronsmedalj i lagtävlingen. Individuellt blev han nummer 34 i stora backen. I Skid-VM 2011 i Oslo i Norge tävlade han endast i den individuella tävlingen i normalbacken (Midtstubakken) och slutade som nummer 31.
Tochimoto deltog i alla grenarna under olympiska spelen 2010 i Vancouver i Kanada. Han blev nummer 37 i normalbacken och nummer 45 i stora backen. I lagtävlingen blev han nummer 5 med det japanska laget.
Shōhei Tochimoto har tävlat i två skidflygnings-VM. I sitt första skidflygnings-VM, i Oberstdorf 2008, blev han nummer 25 individuellt och nummer 7 i lagtävlingen. I VM 2012 i Vikersundbacken i Norge blev han nummer 39 individuellt och nummer 5 i lagtävlingen.